# Harbäckshult
Harbäckshult är en småort i Örkelljunga kommun, Örkelljunga socken i Skåne län.

## Historia
Harbäckshult omtalas första gången år 1584 då fem frälsegårdar i Harbäckshult registreras i extraskatteregistret.

### Befolkningsutveckling
| Befolkningsutvecklingen i Harbäckshult 1990–2015 | Befolkningsutvecklingen i Harbäckshult 1990–2015 | Befolkningsutvecklingen i Harbäckshult 1990–2015 | Befolkningsutvecklingen i Harbäckshult 1990–2015 | Befolkningsutvecklingen i Harbäckshult 1990–2015 |
| ------------------------------------------------ | ------------------------------------------------ | ------------------------------------------------ | ------------------------------------------------ | ------------------------------------------------ |
|                                                  |                                                  |                                                  |                                                  |                                                  |
| År                                               |                                                  |                                                  | Folkmängd                                        | Areal (ha)                                       |
| 1990                                             | 1990                                             |                                                  | 51                                               | 8#                                               |
| 1995                                             | 1995                                             |                                                  | 60                                               | 13#                                              |
| 2000                                             | 2000                                             |                                                  | 61                                               | 13#                                              |
| 2005                                             | 2005                                             |                                                  | 58                                               | 13#                                              |
| 2010                                             | 2010                                             |                                                  | 53                                               | 13#                                              |
| 2015                                             | 2015                                             |                                                  | 61                                               | 19#                                              |
| Anm.: # Som småort.                              |                                                  |                                                  |                                                  |                                                  |